# Cessières-Suzy
Cessières-Suzy es una comuna nueva francesa situada en el departamento de Aisne, de la región de Alta Francia. Su sede está en Cessières.

## Geografía
Está ubicada a 8 km al oeste de Laon.

## Historia
Fue creada el 1 de enero de 2019 con la unión de las comunas de Cessières y Suzy, pasando a estar el ayuntamiento en la antigua comuna de Cessières.